# Conferencia Estatal de Moscú
La Conferencia Estatal de Moscú fue una conferencia celebrada en el verano de 1917 en Moscú por iniciativa del Gobierno Provisional ruso con la intención de reforzar su posición tras las diversas crisis políticas recientes.
Las continuas crisis políticas del verano debilitaron la autoridad del Gobierno y le restaron apoyo popular. La conferencia fue un intento desesperado del primer ministro Kérenski de reforzar su posición frente la izquierda y la derecha políticas y se celebró en el teatro Bolshói de Moscú entre el 12 de agostojul./ 25 de agosto de 1917greg. y el 14 de agostojul./ 27 de agosto de 1917greg..
Sirvió fundamentalmente para dejar patente las divisiones sociales rusas y confirmar el respaldo decidido de la derecha al general Kornílov. Puso además de manifiesto la creciente hostilidad entre el primer ministro y el general Kornílov, así como la menguante fuerza de Kérenski y la polarización de la sociedad rusa. Dos semanas más tarde de su clausura tuvo lugar el fallido golpe de Estado de Kornílov.

## Antecedentes

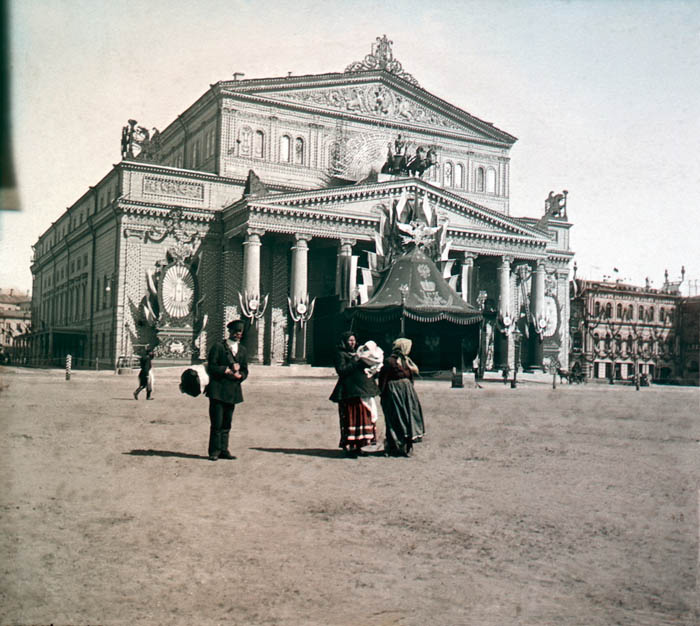
El teatro Bolshói de Moscú, sede de la conferencia. La ciudad se encontraba medio paralizada por una amplia huelga convocada por los bolcheviques —que no acudieron a la conferencia— y los sindicatos.

Las continuas crisis políticas del verano debilitaron la autoridad del Gobierno y le restaron apoyo popular. El respaldo a la política de coalición con las fuerzas burguesas menguaba entre los socialistas moderados. Entre el campesinado, cada vez más impaciente por la falta de reformas gubernamentales en la propiedad de la tierra, los comités de la tierra se veían como defensores de los terratenientes y al Gobierno como opresor de los campesinos que ocupaban las tierras. Las medidas gubernamentales disgustaron a diversos sectores del país: la falta de avances en la reforma agraria, a los campesinos; la disolución de la Dieta finlandesa y el decreto recortando la autonomía ucraniana, a los nacionalistas; el sabotaje de la conferencia de paz de Estocolmo y la falta de presión a los Aliados, a los que deseaban una pronta paz; el retraso de la convocatoria de la Asamblea Constituyente, a numerosos socialistas.
Por su parte, la derecha, también insatisfecha, planteaba un programa de reformas a través del comandante en jefe del Ejército, general Lavr Kornílov, que colocaba al primer ministro entre la disyuntiva de enfrentarse al Sóviet de Petrogrado y a la izquierda radical si las aceptaba o de perder el respaldo de los kadetes (Partido Democrático Constitucional, KD) y quizá tener que afrontar un golpe militar si las rechazaba. Dudaba además de la posibilidad de aplicar las medidas reclamadas por Kornílov y los seguidores de Miliukov ante la ausencia de la fuerza para ponerlas en práctica. Los intentos del KD de unir a la derecha rusa acabaron con la cooperación de estos y los socialistas moderados, privaban al Gobierno de esta base de apoyo y favorecían las acusaciones de los radicales de izquierda de estar conspirando contra la revolución. Para los kadetes, la unidad nacional se debía realizar mediante la aceptación de su programa. Tras las Jornadas de Julio, llevaron a cabo una intensa campaña de unión de grupos no socialistas y de oposición a los soviets (consejos). Un conjunto de oficiales, dirigentes políticos, industriales y parte de la clase media estaban convencidos de que el Gobierno debía reformarse y reducirse el poder de la izquierda, especialmente el de los sóviets. Estos elementos veían al nuevo comandante en jefe como la figura militar que podría imponer los cambios que deseaban mediante una dictadura. Mientras que para la derecha el general se estaba convirtiendo en símbolo de salvación del país, para la izquierda lo era de contrarrevolución.
Kérenski presentó la idea de convocar una conferencia para explicar a los dirigentes políticos la grave situación que atravesaba el país y tratar de recabar su apoyo a los programas de la coalición gubernamental. Era un intento desesperado de recobrar fuerzas frente a los extremos políticos. El objetivo del primer ministro era tratar de acercar posturas y reforzar a los moderados en los que se sustentaba. La presencia de todos los grupos políticos y sociales relevantes debía servir como muestra de unidad revolucionaria en torno al Estado. La idea original había surgido tras la dimisión de los ministros kadetes durante las Jornadas de Julio, como posible foro de debate de nuevos programas gubernamentales e instrumento de unidad nacional; si entonces los kadetes se habían mostrado entusiasmados con la idea, en agosto sus dirigentes creían que las diferencias entre su partido —en rápido proceso de derechización— y los socialistas eran tales que el Gobierno no debía tratar de aunarlos, sino elegir entre unos u otros. Los socialistas moderados, en especial los mencheviques, tampoco esperaban grandes resultados de la conferencia.
La conferencia, de carácter meramente informativo y sin capacidad legislativa, reunió a 2414 delegados, la «flor y nata de la población», entre los que se contaban miembros del Consejo de Ministros, altos oficiales del Ejército, diputados de las cuatro Dumas del periodo imperial, miembros del Comité Ejecutivo Central Panruso (VTsIK) del Congreso de Sóviets de Soldados y Obreros, del de Campesinos (ciento veintinueve entre los dos comités), representantes de sindicatos (ciento setenta y seis), ayuntamientos (ciento cuarenta y siete), cooperativas, universidades, zemstvos y otros comités y consejos relacionados con la industria, los negocios y las Fuerzas Armadas (Ciento diecisiete). Banqueros e industriales (ciento cincuenta) tenían más representantes que los sóviets y los diputados de las Dumas imperiales eran cuatrocientos ochenta y ocho, casi un quinto del total. Para reforzar la posición de los moderados, Kérenski asignó gran número de delegados a cooperativas (trescientos trece) y zemtsvos. La composición de la conferencia era por tanto corporativista, no democrática; las clases acomodadas contaban además con una representación mucho mayor que la que les hubiese correspondido por población.

## Desarrollo

### Apertura

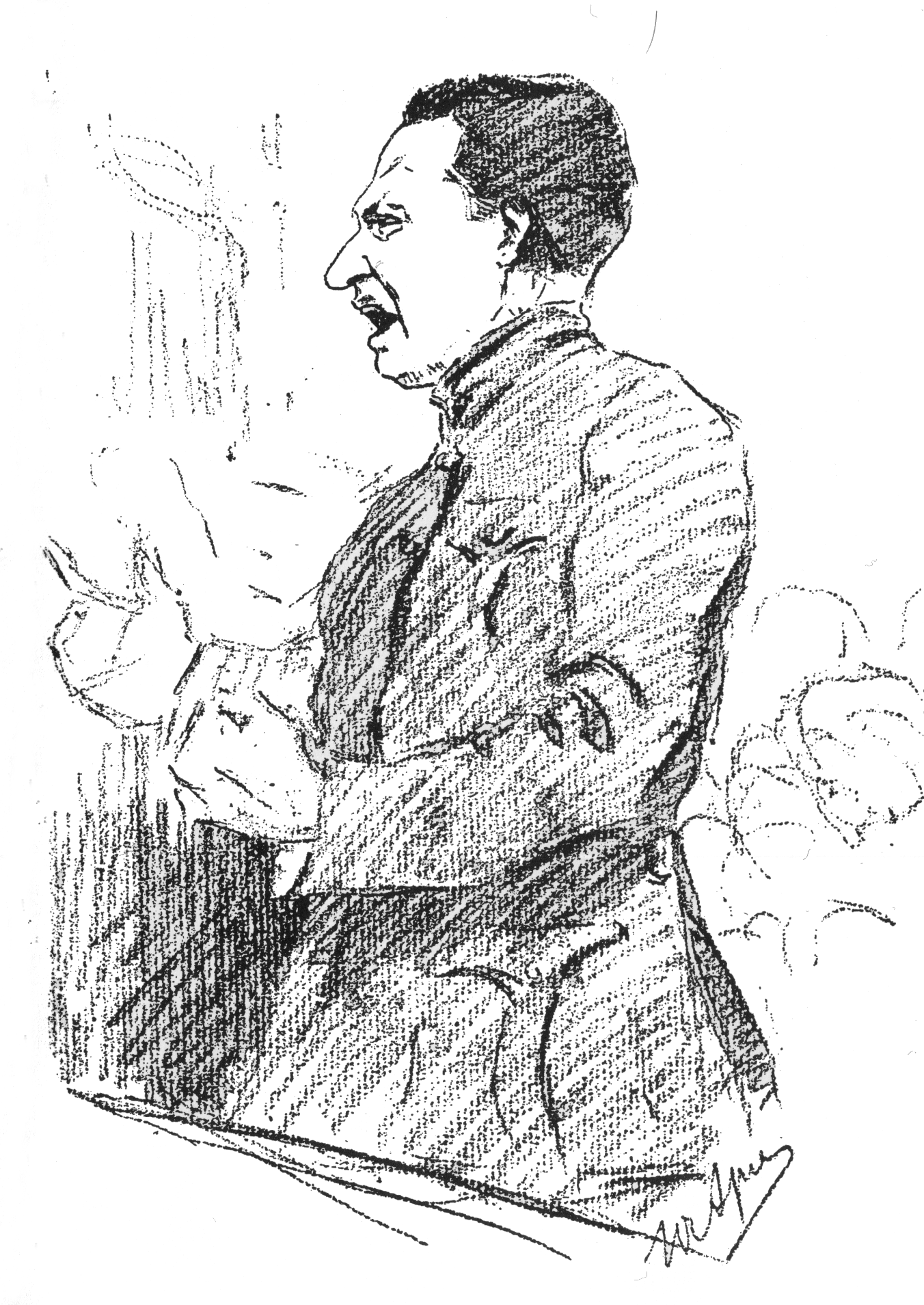
Kérenski, primer ministro del Gobierno provisional, retratado durante la conferencia por Yuri Artsybúshev. Sus exaltados intentos de dar sensación de fortaleza y de reforzar al Gobierno resultaron infructuosos.

Para tratar de recuperar al menos parcialmente el apoyo perdido, el Gobierno convocó la Conferencia Estatal, que comenzó el 12 de agostojul./ 25 de agosto de 1917greg. en Moscú, en medio de una huelga en la ciudad organizada por los bolcheviques, que se negaron a acudir a la reunión. Al principio el partido se había planteado asistir y abandonar la reunión en la primera ocasión pero, cuando los partidos socialistas mayoritarios del VTsIK aprobaron que ninguno de sus miembros podría intervenir sin permiso, desecharon la idea. Tacharon la reunión de contrarrevolucionaria.
La conferencia se inauguró en un ambiente tenso; durante días, habían circulado rumores por la ciudad sobre la posible marcha sobre Moscú de tropas favorables al general Kornílov y de un posible golpe de mano de sus partidarios contra el Gobierno. La ciudad se encontraba cubierta de carteles ensalzando al general y el temor a un golpe de Estado de la derecha llevó al sóviet local a crear un comité especial para proteger al gabinete y a sí mismo. Las autoridades detuvieron brevemente a dos grandes duques de la antigua familia imperial, supuestamente implicados en una conspiración de la derecha; al no encontrarse pruebas, se les liberó rápidamente.
Por su parte, la oficina regional bolchevique, con el apoyo del comité de Moscú, de los de los distritos de la ciudad y de los sindicatos, convocó una huelga para el día de la apertura de la conferencia, que rechazaron, sin embargo los sóviets de soldados y obreros de la ciudad (por trescientos doce votos a doscientos ochenta y cuatro). A pesar de esta oposición, el 12 de agostojul./ 25 de agosto de 1917greg. gran parte de los obreros fabriles se sumaron a la protesta, así como los transportes o los restaurantes y cafeterías. Los empleados del teatro Bolshói, sede de la conferencia, se unieron al paro, lo que obligó a los delegados a servirse sus propios refrigerios. Por la noche, la ciudad se encontró a oscuras ya que los empleados de las instalaciones de gas no acudieron a trabajar. Esta dejó patente la actitud del proletariado de la ciudad y el resurgir bolchevique. La conferencia se celebraba en una ciudad casi totalmente clausurada por la huelga. Según la prensa socialista, cerca de 400 000 trabajadores habían hecho huelga; las manifestaciones contra la conferencia eran las mayores vistas en el país desde la Revolución de Febrero.

### Los delegados y las sesiones
Los delegados se dividían fundamentalmente en un grupo de liberales y conservadores, esencialmente partidarios de Kornílov y de aplicar severas medidas para restablecer el orden, y en otro de socialistas moderados, que aceptaban la necesidad de un Gobierno fuerte pero deseaban además la aplicación de ciertas reformas. A la ligera mayoría del primer grupo en la conferencia se unió la casi total ausencia de delegados que representasen las posiciones de la extrema izquierda. La distribución de delegados en el teatro reflejaba claramente la división: a la derecha, los representantes de los partidos de las clases medias, banqueros, industriales y diputados de la Duma; a la izquierda, los delegados de los consejos y de los soldados. La conferencia reflejaba la polarización de la política rusa.
En una de las primeras intervenciones, Miliukov arrancó grandes aplausos y ovaciones con su dura crítica del Gobierno, al que creía culpable de no tomar las medidas necesarias para mantener el orden y asegurar las propiedades. Otros representantes kadetes mostraron también su hostilidad al Gobierno, al que se negaron a respaldar. La posterior defensa del general cosaco Alekséi Kaledín de la participación rusa en el guerra mundial hasta la victoria y la subordinación de toda acción política a este objetivo también obtuvo el apoyo entusiasta de los delegados de la derecha. Kaledin presentó un bosquejo de programa político que coincidía fundamentalmente con el de Kornílov. Con el rechazo de los representantes de izquierda y el respaldo de la derecha, Kaledin exigió: «a la usurpación del poder estatal por comités centrales y locales y por los consejos debe ponerse fin de manera inmediata y abrupta».
Los socialistas moderados se mostraron dispuestos a aceptar las exigencias de los kadetes de mayor orden y las de los radicales de izquierda de mayores reformas. Nikolái Chjeidze leyó la declaración del VTsIK en la que se aceptaban la mayoría de las exigencias de liberales y conservadores y se incluían moderadas reivindicaciones populares; los delegados de la derecha recibieron con hostilidad las declaraciones de Chjeidze. Estas aceptaban la continuación de la guerra y no exigían nueva legislación agraria, aunque sí el control de la economía nacional, la tributación intensa de los ricos, el apartamiento de los contrarrevolucionarios del mando militar o la promesa de autodeterminación para las minorías tras la guerra. A pesar de la reconciliación simbólica de socialistas y liberales en el saludo del menchevique Irakli Tsereteli y del industrial A. A. Búblikov, aplaudido por los delegados, la promesa de la delegación menchevique de tratar de cumplir las promesas reformistas del programa gubernamental del 8 de juliojul./ 21 de juliogreg. no contó con el respaldo de los kadetes. Los socialistas moderados se mostraron conciliadores, dispuestos a poner «los intereses de todo el país, de la revolución, por encima de los intereses de clases o grupos específicos de la población». La disposición al acuerdo de los socialistas moderados era mayor que la flexibilidad de los grupos no socialistas que, además, disentían entre ellos y no fueron capaces de ofrecer un programa alternativo de gobierno. Si bien estos deseaban la restauración de la antigua disciplina militar zarista, unos como Rodzianko deseaban acabar con toda la propaganda política entre las tropas, mientras que otros como los kadetes se oponían a esto. Todos deseaban también delimitar los poderes y tareas de los comités en las fábricas y en el campo, pero algunos deseaban conservarlos mientras que otros, como los diputados de la antigua Duma, deseaban abolirlos. En el crucial asunto del apoyo a Kérenski y su Gobierno, los grupos no socialistas se mostraron asimismo divididos entre aquellos que creían necesario prestar su apoyo al Consejo de Ministros y los que se inclinaban por una alternativa autoritaria de derecha.
Kérenski trató de adoptar una postura neutral entre los dos bloques. En una larga y frenética intervención, por momentos incontrolada y teatral, de casi dos horas, amenazó a izquierda y derecha en caso de que conspirasen para derrocar al Gobierno. Expresando su deseo de defender el Estado, condenó las pretensiones de los nacionalistas finlandeses y ucranianos, prometió continuar la guerra, agradeció —para disgusto de los representantes socialistas— a los Aliados el haber rechazado una propuesta de paz que consideraba perjudicial para Rusia e indicó que todo motín sería aplastado «a sangre y fuego». Más tarde Miliukov describió la intervención del primer ministro:

Por la expresión de sus ojos, fijos en un enemigo imaginario, por los tensos gestos de sus brazos, por la entonación de su voz que tan pronto crecía hasta convertirse en un grito prolongado como menguaba hasta el susurro trágico, por sus frases sopesadas y calculadas pausas parecía querer atemorizar a alguien y crear la impresión de fuerza y poder... En realidad, solo causó lástima.

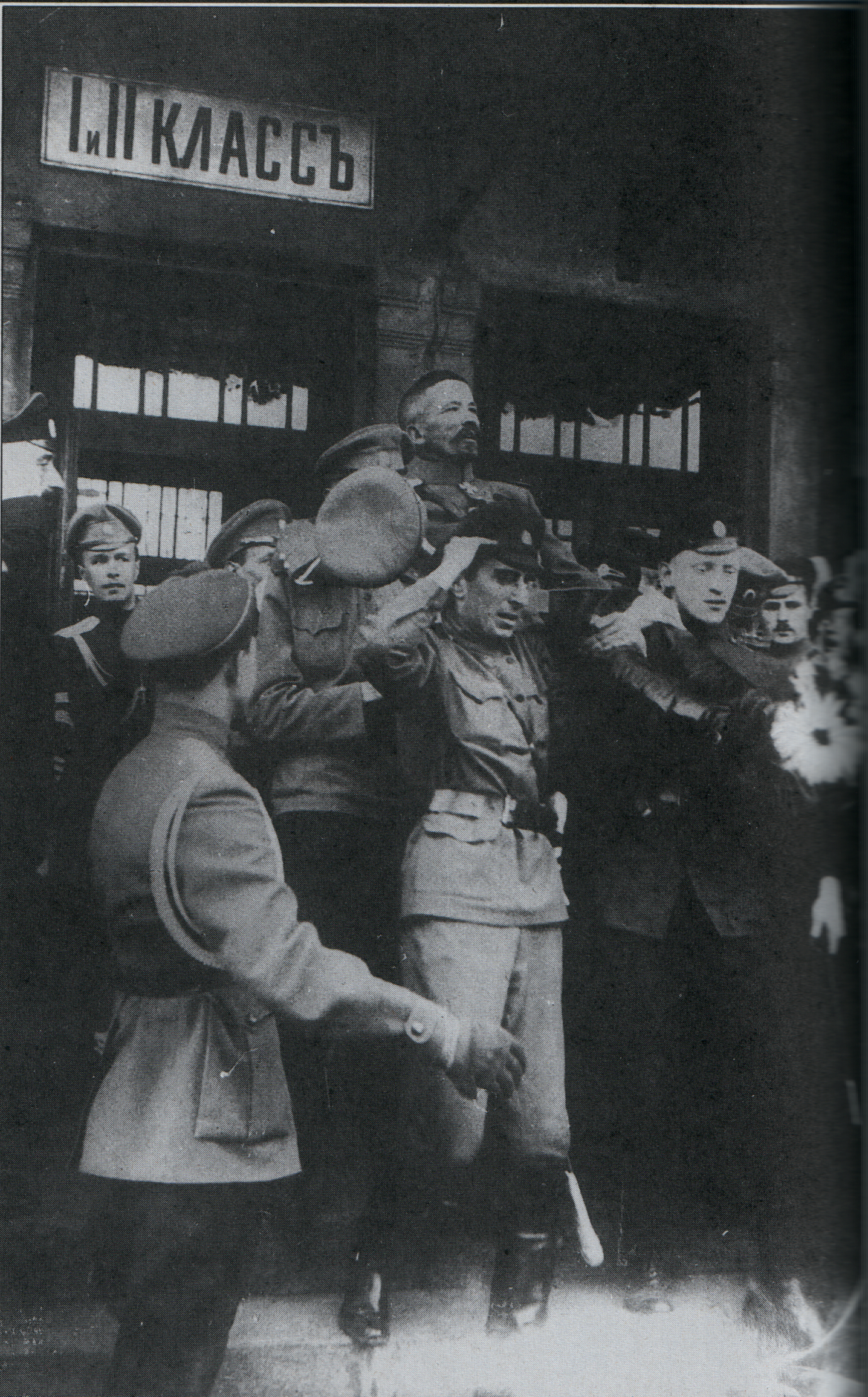
Calurosa recepción de los partidarios del comandante en jefe, general Lavr Kornílov, a este en la estación de ferrocarril Aleksándrovski (hoy Bielorusski) de Moscú.

Sus ministros trataron de reducir la tensión entre los extremos políticos mediante la continua presentación de los problemas económicos y laborales y de propuestas para tratar de resolverlos, que hubiesen requerido la cooperación de izquierda y derecha. Si el discurso inaugural de Kérenski había contenido una descripción superficial de los problemas a los que se enfrentaba el país, los de los ministros que lo siguieron aportaron los detalles de la situación. Entre estos, destacaban el abastecimiento de cereales a las ciudades, el estado de los ferrocarriles, la situación del proletariado urbano —radicalizado por la crisis económica— o la causibancarrota del tesoro ruso —debida en gran parte a los gastos bélicos—.
Kornílov, la estrella de la conferencia a pesar de los deseos del primer ministro, llegó a la ciudad a primeras horas de la tarde del 13 de agostojul./ 26 de agostogreg.; sus partidarios le recibieron calurosamente en la estación Alexandrovsky, lo que contrastó con el frío recibimiento a los ministros dos días antes. Autoridades municipales, destacados delegados liberales y conservadores, oficiales, delegaciones de organizaciones patrióticas, cadetes de la ciudad y damas elegantes recibieron junto con una banda al general, al que acompañaba su guardia turcomana. A pesar de las declaraciones de unidad de la ciudad tras Kornílov de uno de los delegados kadetes, entre la multitud escaseaban los soldados rasos o los representantes de las clases populares. Tras visitar en una larga procesión de automóviles la capilla ibérica, tradicional lugar de culto de los zares cuando visitaban la ciudad, regresó a su tren, donde durante esa noche y la mañana siguiente recibió a numerosos visitantes, entre ellos dirigentes de los kadetes, industriales, políticos conservadores y militares. Mientras algunos mostraron sus dudas sobre las posibilidades de éxito de un golpe de Estado, otros ofrecieron su respaldo sin reservas a la implantación de un Gobierno autoritario sin representantes socialistas.
Temeroso del posible uso que el general podría hacer de la conferencia, Kérenski le envió a su ministro de Transportes la noche de su llegada a la ciudad para averiguar qué pensaba tratar en las sesiones. Insatisfecho con su respuesta, le telefoneó esa misma noche para advertirle de que se limitase a informar sobre la situación del frente y asuntos estrictamente militares. El primer ministro repitió su advertencia al día siguiente, momentos antes de que el general tomase la palabra en la conferencia.
Aunque, para alivio de Kérenski, la intervención de Kornílov fue relativamente moderada, contó con el decidido respaldo de los delegados de la derecha y de los siguientes oradores, que abandonaron la moderación del general en sus duras críticas al Gobierno provisional y a los cambios que se habían producido desde la Revolución de Febrero. Mientras, la izquierda había recibido al general con un silencio total. Kornílov había acordado con Kérenski que su posición sobre política general, más allá de las cuestiones militares que quedaban a su cargo, serían expuestas por el general Kaledin, que efectivamente expuso las reivindicaciones de la derecha, incluyendo la disolución de los consejos, la creación de un «Gobierno fuerte» y el abandono de las medidas económicas socialistas.
Las sucesivas intervenciones de decenas de delegados sirvieron para poner de manifiesto la imposibilidad de acuerdo entre los dos grupos de delegados. Kérenski cerró la conferencia en un último encendido discurso, largo y errático, en defensa de la concordia que los delegados cortaron finalmente con una ovación, más para acabar con la situación que por apoyo al primer ministro. Desmayado en su asiento al final del discurso, se llamó a un médico para que le atendiese.

## Consecuencias
La conferencia se clausuró la noche del 15 de agostojul./ 28 de agostogreg.. No sirvió para acercar las posturas de los kadetes y los socialistas moderados ni las de estos y las bases de los sóviets de Moscú y Petrogrado. Puso además de manifiesto la creciente hostilidad entre el primer ministro y el general Kornílov, así como la menguante fuerza de Kérenski y la polarización de la sociedad rusa. Como instrumento para aunar a los diversos elementos de la sociedad rusa en apoyo del Gobierno de Kérenski, resultó un fracaso total. Sirvió fundamentalmente para dejar patente las divisiones sociales rusas y confirmar el respaldo decidido de la derecha al general Kornílov. La actitud intransigente de la derecha hacia los socialistas en la conferencia fue un presagio del intento de derrocamiento del Gobierno por parte de Kornílov dos semanas más tarde.
El primer ministro apreció claramente su cada vez mayor aislamiento. La exagerada percepción de apoyo popular al programa derechista del Kornílov —refrendado por los representantes de la derecha—, el agravamiento de la situación del frente (pérdida de Riga), la extensión de una ola de incendios en fábricas o la agudización de la tensión en el campo y en las ciudades por la crisis económica llevaron a Kérenski a sopesar la necesidad de aplicar medidas represivas y de control civil y militar similares a las presentadas por el general, incluso a riesgo de enfrentarse al Sóviet de Petrogrado y a las masas populares. Este convencimiento y las posteriores acciones del primer ministro y del comandante en jefe condujeron a la crisis del golpe de Kornílov.